# Oxythres
Oxythres là một chi bướm đêm thuộc họ Noctuidae.